# Eccellenza Basilicata 2005-2006
Il campionato italiano di calcio di Eccellenza regionale 2005-2006 è stato il quindicesimo organizzato in Italia. Rappresenta il sesto livello del calcio italiano. Questi sono i gironi organizzati dal comitato regionale della regione Basilicata.

## Stagione

### Novità
Dal campionato di Eccellenza Basilicata 2004-2005 era stato promosso in Serie D il Francavilla, mentre il Tricarico, il Vietri e l'Abriola 90 erano stati retrocessi nel campionato di Promozione Basilicata. Dal campionato di Promozione Basilicata 2004-2005 erano stati promossi in Eccellenza l'Angelo Cristofaro, il Lauria Mercure, l'Atletico Marconia e il Miglionico, classificatisi nelle prime quattro posizioni. Dalla Serie D 2004-2005 nessuna squadra lucana era stata retrocessa.
L'"A.C. Lauria Mercure" e la "Nuova Dinamo Pollino" si sono fuse nella "A.C. Lauria Mercure" con sede a Lauria.
L'"U.S Bernalda 2000" non si è iscritta al campionato di Eccellenza, di conseguenza è stata ammessa la Pol. Moliterno, quinta classificata nel campionato di Promozione Basilicata 2004-2005.

### Formula
Le 18 squadre partecipanti disputano un girone all'italiana con partite di andata e ritorno per un totale di 34 giornate. La prima classificata viene promossa in Serie D. La squadra seconda classificata viene ammessa agli spareggi nazionali per la promozione in Serie D. Le ultime tre classificate vengono retrocesse direttamente nel campionato di Promozione.

## Squadre partecipanti
| Squadra                          | Città (provincia)       | Stagione 2004-2005           |
| -------------------------------- | ----------------------- | ---------------------------- |
| A.S. Angelo Cristofaro           | Oppido Lucano (PZ)      | 1º in Promozione Basilicata  |
| Pol. Atella Monticchio           | Atella (PZ)             | 9º in Eccellenza Basilicata  |
| A.C. Atletico Marconia           | Marconia (MT)           | 3º in Promozione Basilicata  |
| Avigliano Calcio PZ              | Avigliano (PZ)          | 8º in Eccellenza Basilicata  |
| Pol. AZ Picerno                  | Picerno (PZ)            | 12º in Eccellenza Basilicata |
| A.S. Brienza Calcio              | Brienza (PZ)            | 7º in Eccellenza Basilicata  |
| S.S.C. Cogliandrino              | Lauria (PZ)             | 10º in Eccellenza Basilicata |
| Pol. Comprensorio Sport Pisticci | Pisticci (MT)           | 15º in Eccellenza Basilicata |
| Ferrandina Calcio                | Ferrandina (MT)         | 13º in Eccellenza Basilicata |
| A.C. Horatiana Venosa            | Venosa (PZ)             | 6º in Eccellenza Basilicata  |
| U.S. Irsinese                    | Irsina (MT)             | 5º in Eccellenza Basilicata  |
| A.C. Lauria Mercure              | Lauria (PZ)             | 2º in Promozione Basilicata  |
| Ass. Miglionico Calcio           | Miglionico (MT)         | 4º in Promozione Basilicata  |
| Pol. Moliterno                   | Moliterno (PZ)          | 5º in Promozione Basilicata  |
| A.C. Ricigliano                  | Muro Lucano (PZ)        | 12º in Eccellenza Basilicata |
| A.C. Ruggiero di Lauria          | Lauria (PZ)             | 4º in Eccellenza Basilicata  |
| F.C. Sporting Genzano            | Genzano di Lucania (PZ) | 2º in Eccellenza Basilicata  |
| C.S. Vultur                      | Rionero in Vulture (PZ) | 3º in Eccellenza Basilicata  |

## Classifica finale
|  | Pos. | Squadra             | Pt | G  | V  | N  | P  | GF | GS | DR  |
|  | ---- | ------------------- | -- | -- | -- | -- | -- | -- | -- | --- |
|  | 1.   | Sporting Genzano    | 79 | 34 | 24 | 7  | 3  | 85 | 26 | +59 |
|  | 2.   | Avigliano Calcio PZ | 68 | 34 | 20 | 8  | 6  | 43 | 30 | +13 |
|  | 3.   | Angelo Cristofaro   | 66 | 34 | 19 | 9  | 6  | 56 | 36 | +20 |
|  | 4.   | Vultur Rionero (-1) | 64 | 34 | 19 | 8  | 7  | 55 | 27 | +28 |
|  | 5.   | Irsinese            | 63 | 34 | 18 | 9  | 7  | 54 | 36 | +18 |
|  | 6.   | Horatiana Venosa    | 57 | 34 | 17 | 6  | 11 | 43 | 32 | +11 |
|  | 7.   | Ruggiero di Lauria  | 51 | 34 | 13 | 12 | 9  | 40 | 26 | +14 |
|  | 8.   | Brienza             | 51 | 34 | 13 | 12 | 9  | 45 | 34 | +11 |
|  | 9.   | AZ Picerno          | 50 | 34 | 13 | 11 | 10 | 52 | 39 | +13 |
|  | 10.  | Ferrandina          | 42 | 34 | 11 | 9  | 14 | 34 | 39 | -5  |
|  | 11.  | Pisticci            | 41 | 34 | 11 | 8  | 15 | 40 | 47 | -7  |
|  | 12.  | Atletico Marconia   | 38 | 34 | 11 | 5  | 18 | 32 | 45 | -13 |
|  | 13.  | Ricigliano          | 36 | 34 | 8  | 12 | 14 | 32 | 48 | -16 |
|  | 14.  | Moliterno           | 35 | 34 | 8  | 11 | 15 | 30 | 41 | -11 |
|  | 15.  | Atella Monticchio   | 32 | 34 | 7  | 11 | 16 | 33 | 51 | -18 |
|  | 16.  | Miglionico          | 29 | 34 | 8  | 5  | 21 | 39 | 64 | -25 |
|  | 17.  | Lauria Mercure      | 18 | 34 | 3  | 9  | 22 | 27 | 67 | -40 |
|  | 18.  | Cogliandrino        | 16 | 34 | 2  | 10 | 22 | 25 | 80 | -55 |

Legenda:
      Promossa in Serie D 2006-2007
      Ammessa ai play-off nazionali
      Retrocessa in Promozione 2006-2007
Note:
Tre punti a vittoria, uno a pareggio, zero a sconfitta.
Il Vultur ha scontato 1 punto di penalizzazione.